# Fabronia wrightii
Fabronia wrightii là một loài Rêu trong họ Fabroniaceae. Loài này được Sull. miêu tả khoa học đầu tiên năm 1856.